# Élections législatives de 1978 dans l'Aube
Les élections législatives françaises de 1978 se déroulent les 12 et 19 mars 1978. Dans le département de l'Aube, trois députés sont à élire dans le cadre de trois circonscriptions.

## Élus
| Circonscription | Député sortant                              | Parti | Parti | Député élu ou réélu | Parti | Parti    |
| --------------- | ------------------------------------------- | ----- | ----- | ------------------- | ----- | -------- |
| 1re             | André Gravelle                              |       | PS    | Pierre Micaux       |       | UDF (PR) |
| 2e              | Jacques Delhalle suppléant de Robert Galley |       | RPR   | Robert Galley       |       | RPR      |
| 3e              | Raoul Honnet suppléant de Paul Granet       |       | CDS   | Paul Granet         |       | app. UDF |

## Résultats

### Résultats à l'échelle du département
| Parti          | Parti                              | Premier tour | Premier tour | Second tour | Second tour | Sièges |
| Parti          | Parti                              | Voix         | %            | Voix        | %           | Sièges |
| -------------- | ---------------------------------- | ------------ | ------------ | ----------- | ----------- | ------ |
|                | Rassemblement pour la République   | 42 078       | 27,98        | Retrait     | Retrait     | 1      |
|                | Union pour la démocratie française | 32 561       | 21,65        | 52 714      | 52,38       | 2      |
|                | Divers droite                      | 1 845        | 1,23         |             |             | 0      |
|                | Majorité présidentielle            | 76 484       | 50,85        | 52 714      | 52,38       | 3      |
|                |                                    |              |              |             |             |        |
|                | Parti socialiste                   | 36 602       | 24,34        | 21 744      | 21,61       | 0      |
|                | Parti communiste français          | 29 019       | 19,29        | 26 175      | 26,01       | 0      |
|                | Union de la gauche                 | 65 621       | 43,63        | 47 919      | 47,62       | 0      |
|                |                                    |              |              |             |             |        |
|                | Extrême gauche                     | 4 406        | 2,93         |             |             | 0      |
|                | Gaullistes d'opposition            | 2 427        | 1,61         | 0           |             |        |
|                | Parti socialiste unifié            | 757          | 0,50         | 0           |             |        |
|                | Divers gauche                      | 707          | 0,47         | 0           |             |        |
|                |                                    |              |              |             |             |        |
| Inscrits       | Inscrits                           | 183 940      | 100,00       | 121 031     | 100,00      | 3      |
| Abstentions    | Abstentions                        | 30 430       | 16,54        | 17 815      | 14,72       |        |
| Votants        | Votants                            | 153 510      | 83,46        | 103 216     | 85,28       |        |
| Blancs et nuls | Blancs et nuls                     | 3 108        | 2,02         | 2 583       | 2,5         |        |
| Exprimés       | Exprimés                           | 150 402      | 97,98        | 100 633     | 97,5        |        |

### Résultats par circonscription

#### Première circonscription (Troyes - Bar-sur-Aube)
| Candidat       | Candidat               | Parti          | Premier tour | Premier tour | Second tour | Second tour |  |
| Candidat       | Candidat               | Parti          | Voix         | %            | Voix        | %           |  |
| -------------- | ---------------------- | -------------- | ------------ | ------------ | ----------- | ----------- |  |
|                | André Gravelle sortant | PS             | 12 542       | 28,83        | 21 744      | 48,78       |  |
|                | Pierre Micaux élu      | UDF (PR)       | 10 563       | 24,28        | 22 836      | 51,22       |  |
|                | Yann Gaillard          | RPR            | 10 116       | 23,26        | Retrait     | Retrait     |  |
|                | Marie-Noëlle Lhomme    | PCF            | 6 777        | 15,58        | Retrait     | Retrait     |  |
|                | Catherine Valleroy     | LO             | 1 445        | 3,32         |             |             |  |
|                | Francis Masselin       | MDD            | 1 259        | 2,89         |             |             |  |
|                | Jean-Claude Lefer      | Divers droite  | 794          | 1,83         |             |             |  |
|                |                        |                |              |              |             |             |  |
| Inscrits       | Inscrits               | Inscrits       | 52 491       | 100,00       | 52 482      | 100,00      |  |
| Abstentions    | Abstentions            | Abstentions    | 8 045        | 15,33        | 7 165       | 13,65       |  |
| Votants        | Votants                | Votants        | 44 446       | 84,67        | 45 317      | 86,35       |  |
| Blancs et nuls | Blancs et nuls         | Blancs et nuls | 950          | 2,14         | 737         | 1,63        |  |
| Exprimés       | Exprimés               | Exprimés       | 43 496       | 97,86        | 44 580      | 98,37       |  |

#### Deuxième circonscription (Troyes - Bar-sur-Seine)
|                | Robert Galley sortant réélu | RPR            | 27 248 | 52,73  |  |  |  |
|                | Guy Charpentier             | PS             | 13 368 | 25,87  |  |  |  |
|                | Arlette Boilot              | PCF            | 8 985  | 17,39  |  |  |  |
|                | Annie Cousin                | LO             | 1 360  | 2,63   |  |  |  |
|                | Madeleine Ver Eecke         | LCR            | 717    | 1,39   |  |  |  |
|                |                             |                |        |        |  |  |  |
| Inscrits       | Inscrits                    | Inscrits       | 62 891 | 100,00 |  |  |  |
| Abstentions    | Abstentions                 | Abstentions    | 10 056 | 15,99  |  |  |  |
| Votants        | Votants                     | Votants        | 52 835 | 84,01  |  |  |  |
| Blancs et nuls | Blancs et nuls              | Blancs et nuls | 1 157  | 2,19   |  |  |  |
| Exprimés       | Exprimés                    | Exprimés       | 51 678 | 97,81  |  |  |  |

#### Troisième circonscription (Troyes - Nogent-sur-Seine)
| Candidat       | Candidat                  | Parti          | Premier tour | Premier tour | Second tour | Second tour |  |
| Candidat       | Candidat                  | Parti          | Voix         | %            | Voix        | %           |  |
| -------------- | ------------------------- | -------------- | ------------ | ------------ | ----------- | ----------- |  |
|                | Paul Granet sortant réélu | app. UDF       | 18 136       | 32,84        | 29 878      | 53,3        |  |
|                | Georges Didier            | PCF            | 13 257       | 24           | 26 175      | 46,7        |  |
|                | Michel Cartelet           | PS             | 10 692       | 19,36        | Retrait     | Retrait     |  |
|                | Patrick de Saevsky        | RPR            | 4 714        | 8,54         |             |             |  |
|                | Alain Coillot             | UDF (Rad)      | 3 862        | 6,99         |             |             |  |
|                | Pierre Jolly              | MDD            | 1 168        | 2,11         |             |             |  |
|                | Liliane Guérin            | PSD            | 1 051        | 1,9          |             |             |  |
|                | Madeleine Rebeaux         | LO             | 884          | 1,6          |             |             |  |
|                | Christiane Rousée         | PSU (FA)       | 757          | 1,37         |             |             |  |
|                | André Petit               | Soc.ind.       | 707          | 1,28         |             |             |  |
|                |                           |                |              |              |             |             |  |
| Inscrits       | Inscrits                  | Inscrits       | 68 558       | 100,00       | 68 549      | 100,00      |  |
| Abstentions    | Abstentions               | Abstentions    | 12 329       | 17,98        | 10 650      | 15,54       |  |
| Votants        | Votants                   | Votants        | 56 229       | 82,02        | 57 899      | 84,46       |  |
| Blancs et nuls | Blancs et nuls            | Blancs et nuls | 1 001        | 1,78         | 1 846       | 3,19        |  |
| Exprimés       | Exprimés                  | Exprimés       | 55 228       | 98,22        | 56 053      | 96,81       |  |